# Nöbbele
Nöbbele – miejscowość (tätort) w Szwecji, w regionie administracyjnym (län) Kronoberg, w gminie Växjö.
Według danych Szwedzkiego Urzędu Statystycznego liczba ludności wyniosła: 256 (31 grudnia 2015), 254 (31 grudnia 2018) i 256 (31 grudnia 2019).